# Pavel Mareš
Pavel Mareš (ur. 18 stycznia 1976 w Gottwaldovie) – piłkarz czeski grający na pozycji lewego obrońcy.

## Kariera klubowa
Mareš jest wychowankiem klubu VTJ Hulín i w sezonie 1995/1996 występował w jego barwach w rozgrywkach 4. ligi czeskiej. Po sezonie trafił do Baníka Ratíškovice, z którym zajął występował w 3. lidze (w grupie morawsko-śląskiej), a już na początku 1997 roku przeszedł do drugoligowego FC Zlín. Grał tam przez dwa lata, jednak nie zdołał awansować do pierwszej ligi, a w 1999 roku przeszedł do Bohemians 1905, z którym wywalczył promocję do czeskiej ekstraklasy. Z czasem zaczął występować w pierwszym składzie tego klubu, a sezon 2001/2002 rozpoczął na tyle dobrze, że już w jego połowie przeniósł się do rywala zza miedzy, Sparty Praga i już w pierwszym sezonie został wicemistrzem Czech. W Sparcie miał pewne miejsce w wyjściowej jedenastce, ale grał w niej jeszcze przez zaledwie jedną rundę sezonu 2002/2003, w którym to Sparta została mistrzem kraju.
Na początku 2003 roku Mareš przeszedł za 700 tysięcy euro do rosyjskiego Zenitu Petersburg, który od tamtego okresu coraz częściej zaczął sięgać po graczy z Czech i Słowacji. W Zenicie Mareš niemal od początku występował w wyjściowej jedenastce i już w 2003 roku został wicemistrzem Rosji. W 2004 roku zajął z tym klubem 4. pozycję w lidze, a w 2005 dopiero 6. W drużynie z Petersburga występował także w pierwszej połowie 2006 roku, a latem powrócił do Czech i podpisał kontrakt ze Spartą Praga (kosztował 500 tysięcy euro). W sezonie 2006/2007 został ze Spartą mistrzem Czech. Następnie grał w takich klubach jak: FC Vysočina Igława i Viktoria Žižkov. W 2009 zakończył karierę.
| Sezon   | Klub               | Kraj   | Rozgrywki         | Mecze | Bramki |
| ------- | ------------------ | ------ | ----------------- | ----- | ------ |
| 1995/96 | VTJ Hulín          | Czechy | 4. liga           | ?     | ?      |
| 1996/97 | Baník Ratíškovice  | Czechy | 3. liga           | ?     | ?      |
| 1996/97 | FC Zlín            | Czechy | 2. liga           | 8     | 0      |
| 1997/98 | FC Zlín            | Czechy | 2. liga           | 18    | 2      |
| 1998/99 | FC Zlín            | Czechy | 2. liga           | 20    | 0      |
| 1999/00 | FC Zlín            | Czechy | 2. liga           | 15    | 2      |
| 1999/00 | Bohemians 1905     | Czechy | 2. liga           | 13    | 1      |
| 2000/01 | Bohemians 1905     | Czechy | 1. Gambrinus liga | 29    | 2      |
| 2001/02 | Bohemians 1905     | Czechy | 1. Gambrinus liga | 16    | 1      |
| 2001/02 | Sparta Praga       | Czechy | 1. Gambrinus liga | 10    | 1      |
| 2002/03 | Sparta Praga       | Czechy | 1. Gambrinus liga | 10    | 2      |
| 2003    | Zenit Petersburg   | Rosja  | Priemjer-Liga     | 26    | 2      |
| 2004    | Zenit Petersburg   | Rosja  | Priemjer-Liga     | 28    | 3      |
| 2005    | Zenit Petersburg   | Rosja  | Priemjer-Liga     | 26    | 4      |
| 2006    | Zenit Petersburg   | Rosja  | Priemjer-Liga     | 12    | 1      |
| 2006/07 | Sparta Praga       | Czechy | 1. Gambrinus liga | 2     | 0      |
| 2007/08 | Sparta Praga B     | Czechy | III liga          | 19    | 0      |
| 2008/09 | Sparta Praga B     | Czechy | III liga          | 19    | 0      |
| 2008/09 | FC Vysočina Igława | Czechy | II liga           | 3     | 0      |
| 2009/10 | Viktoria Žižkov    | Czechy | II liga           | 2     | 0      |

## Kariera reprezentacyjna
W reprezentacji Czech Mareš zadebiutował 12 lutego 2002 roku w wygranym 2:0 meczu z Węgrami. W 2004 roku został powołany do kadry na Mistrzostwa Europy w Portugalii jako zmiennik dla Marka Jankulovskiego. Na Euro 2004 wystąpił tylko w jednym spotkaniu, grupowym wygranym 2:1 z Niemcami, a z imprezy tej przywiózł brązowy medal za 3-4. miejsce. W 2006 roku Pavel został powołany przez Karela Brücknera na Mistrzostwa Świata w Niemczech, jednak nie wystąpił w żadnym meczu, a Czesi nie wyszli z grupy.